# Cyclone Temple
Cyclone Temple war eine US-amerikanische Thrash-Metal-Band, die im Jahr 1989 in Chicago, Illinois, gegründet wurde und sich 1994 wieder auflöste.

## Geschichte
Die Band wurde im Jahr 1989 gegründet, als sich die Speed-Metal-Band Znöwhite auflöste. Gitarrist Greg Fulton (alias Ian Tafoya), Bassist Scott Schafer und Schlagzeuger John Slattery waren zuvor bereits Mitglied bei dieser Band. Als neues Mitglied kam Sänger Brian Troch zur Band. Die Band unterschrieb einen Vertrag bei Combat Records und veröffentlichte im Jahr 1991 ihr Debütalbum I Hate Therefore I Am. Sänger Troch wurde im Jahr 1993 durch Marco Salinas ersetzt. Die EP Building Errors in the Machine wurde im selben Jahr veröffentlicht. Im Jahr 1994 folgte das Album My Friend Lonely mit einem neuen Sänger namens Sonny DeLuca. Auf dem Album sind Lieder enthalten, die bereits ein Jahr zuvor auf der EP Building Errors in the Machine veröffentlicht und für dieses Album neu aufgenommen worden waren. Auf dem Album sind ebenfalls neue Lieder zu hören. Die Band löste sich noch im selben Jahr wieder auf. Greg Fulton gründete die Band Rebels Without Applause, DeLuca hatte kurzzeitig mit den Nu-Metal-Bands Soil und From Zero zu tun.

## Stil
Cyclone Temple spielen klassischen Thrash Metal, der mit dem aus der San Francisco Bay Area der 1980er-Jahre vergleichbar ist. Die Band wird mit anderen Thrash-Metal-Bands dieser Zeit wie Testament, Forbidden, Death Angel, Exodus, Megadeth und Metallica verglichen.

## Diskografie
- 1991: I Hate Therefore I Am (Album, Combat Records)
- 1991: Cyclone Temple (Single, Combat Records)
- 1993: Building Errors in the Machine (EP, Progressive International)
- 1994: My Friend Lonely (Album, Monsterdisc Records)